# Morphic
Morphic是一个图形系统，它使用叫做Morph的图形对象来简化GUI建造，这允许了很大程度的灵活性和动态性。 

## 名字来源
这个名字派生自“morphos”，它是义为形式或事物的希腊语单词。它们充当基本（图形）建造块的角色，允许很大程度的灵活性。

## 历史
Morphic最初由Randy Smith和John Maloney为Self编程语言而开发，后来又用Squeak重写了。

## 用途
Morphic用于了Lively Kernel，它是MIT许可证下的web编程环境（最初是Sun Microsystems开发的），它是用JavaScript和HTML5/可缩放向量图形（SVG）写成的。为了担任Snap!（以前的BYOB）的基础，叫做Morphic.js的Morphic环境，由Jens Mönig只使用HTML5 Canvas API而用JavaScript写成。Morphic是Squeak和Pharo Smalltalk的标准用户界面的基础。

## 引用
1. ↑  Maloney, John H.; Smith, Randall B.  (PDF). Proceedings of the 8th Annual ACM Symposium on User Interface and Software Technology. 1995: 21–28  [24 March 2020]. ISBN 089791709X. doi:10.1145/215585.215636. （原始内容存档 (PDF)于2020-10-29）.
2. ↑  Mönig, Jens. . GitHub.   [24 March 2020]. （原始内容存档于2020-09-10）.